# Zespół Lady Windermere

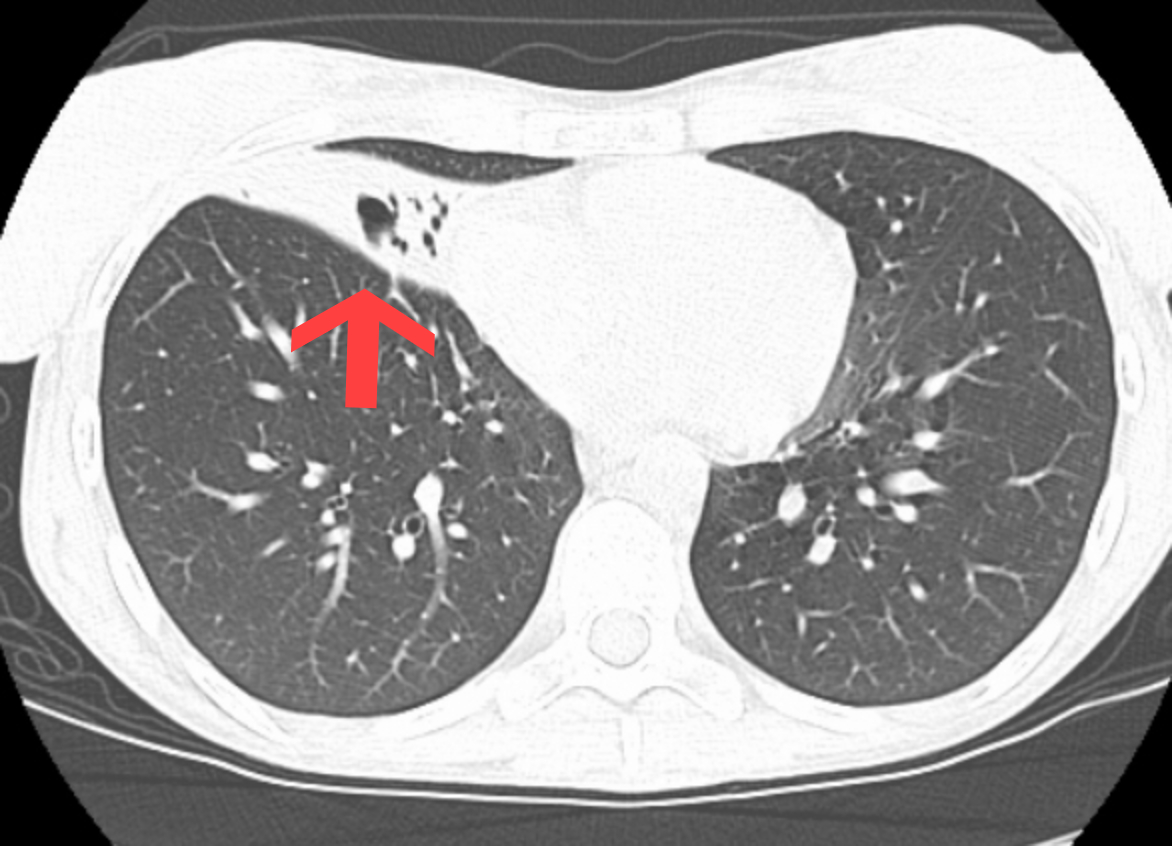
Obraz tomografii klatki piersiowej pacjenta z objawami zespołu Lady Windermere, widoczna niedodma środkowego płata prawego płuca

Zespół Lady Windermere – zespół objawów spowodowanych zakażeniem dolnych dróg oddechowych wywołanym przez prątki Mycobacterium avium complex. Nazwa pochodzi od bohaterki komedii Oscara Wilde’a, Wachlarz lady Windermere. Objawy obejmują kaszel, duszność i męczliwość.
Spośród prątków niegruźliczych (MOTT) najczęstszymi są prątki należące do tzw. Mycobacterium avium complex. Według autorów pierwszego opisu zespołu, Jerome’a Reicha i Richarda Johnsona, typowymi chorymi są starsze kobiety, bez deficytów immunologicznych, niepalące, bez współistniejącej choroby płuc, często z nieprawidłowościami budowy klatki piersiowej i wypadaniem płatka zastawki mitralnej. Czynnikiem predysponującym do infekcji tymi prątkami miałyby być nieprawidłowości  anatomiczne klatki piersiowej i nawykowe wstrzymywanie się od kaszlu, utrudniające prawidłową wentylację pewnych ich  obszarów: środkowego płata prawego płuca i języczka płuca. Patogeneza zespołu budzi jednak kontrowersje.
Reich i Johnson wprowadzili też stosowaną do dziś nazwę zespołu Lady Windermere. Ich zdaniem, przesadnie delikatne czy afektowane zachowanie postaci z komedii Wilde’a jest podobne do tego, które hipotetycznie predysponuje do zachorowań (powściąganie kaszlu i unikanie odpluwania wydzieliny). Zacytowali fragment sztuki, w której Lady Widermere wymawia się od przywitania gości mokrymi od bukietu róż rękoma. Nazwę krytykowano, wskazując, że autorzy mogli źle zrozumieć treść sztuki (Lady Widermere faktycznie mogła w tym momencie trzymać róże albo mogła nie chcieć witać się z zalecającym się do niej lordem Darlingtonem). Ci sami autorzy uznali tę literacką nazwę za „nieodpowiednią” w odniesieniu do groźnej i poważnej choroby.
Badacze dorobku Wilde’a też zainteresowali się nazwą zespołu, uznając eponimiczną nazwę choroby za niezbyt udaną. Przy okazji, wskazano fragment innego dramatu tego autora (Bądźmy poważni na serio), lepiej ilustrujący hipotezę Reicha i Johnsona.
Cecily: Oh, don’t cough, Ernest. When one is dictating one should speak fluently and not cough.  Besides, I don’t know how to spell a cough.
Do tej pory w literaturze medycznej opublikowano kilkanaście dalszych przypadków zespołu. Tezy, jakoby zespół był częstszy u kobiet niż u mężczyzn, i częstszy u rasy białej niż u pozostałych, były krytykowane jako nieprzekonujące (oparte na opisach przypadków).